# Krywyj Toreć
Krywyj Toreć (ukr. Кривий Торець) – rzeka na Ukrainie, w obwodzie donieckim, prawy dopływ Kazennego Torcia. Ma 88 km długości, średnio 15–20 m szerokości, a jej dorzecze zajmuje powierzchnię 1590 km². Źródła rzeki znajdują się w parowie Toreć, w pobliżu miejscowości Zemlanky. Dolina ma przeważnie charakter płaskodenny, jej szerokość wynosi od 100 m w górnym biegu do 2,5 km w dolnym, zaś głębokość to 15–30 m. Terasy ciągną się wzdłuż obu brzegów osiągając średnio 200–400 m szerokości (maksymalnie 1,1 km). Miejscami są zabagnione. Koryto rzeki jest umiarkowanie kręte, a jego szerokość wynosi 15–20 m. Spadek wynosi 1,5 m/km. W latach suchych rzeka wysycha w górnym biegu. Zasilana jest głównie wodami topniejących śniegów. Zamarza w okresie od początku grudnia do marca. Głównym dopływem jest Kłebań-Byk (lewy). Największe miasta położone nad rzeką to Konstantynówka i Drużkiwka.